# Zlatopil
Zlatopil (în ucraineană Златопіль) este un oraș din regiunea Harkov, Ucraina.